# Jennifer Dahlgren
Pour les articles homonymes, voir Dahlgren.
Jennifer Dahlgren Fitzner (née le 21 avril 1984 à Buenos Aires) est une athlète argentine, spécialiste du lancer de marteau.

## Biographie
Lors des championnats jeunesse à Debrecen, elle termine 4e ; aux junior à Kingston, 5e. Elle a été championne sud-américaine en 2006. Elle a remporté les Championnats NCAA en salle en 2006 et ceux en plein air en 2007. Elle a participé aux Jeux de Pékin. Elle a également remporté la médaille d'or lors des Championnats Ibéro-américains 2010. En 2011, elle gagne les championnats d'Amérique du Sud chez elle, à Buenos Aires, avec 72,70 m (CR).
Son meilleur lancer est de 73,74 m, réalisé à Buenos Aires le 10 avril 2010.

## Vie privée
Sa mère, Irene Fitzner, a participé au 100 mètres des Jeux olympiques d'été de 1972.
Jennifer Dahlgren a écrit un livre sur le anti-harcèlement infantile, Le marteau volant, basé sur ses propres expériences de harcèlement scolaire dû à sa grande taille.

## Palmarès
| Date | Compétition                        | Lieu                 | Résultat | Marque  |
| ---- | ---------------------------------- | -------------------- | -------- | ------- |
| 2003 | Championnats panaméricains juniors | Bridgetown           | 1re      | 58,61 m |
| 2004 | Championnats ibéro-américains      | Huelva               | 3e       | 63,72 m |
| 2005 | Championnats d'Amérique du Sud     | Cali                 | 1re      | 65,05 m |
| 2006 | Championnats d'Amérique du Sud     | Tunja                | 1re      | 69,07 m |
| 2007 | Jeux panaméricains                 | Rio de Janeiro       | 3e       | 68,37 m |
| 2008 | Championnats ibéro-américains      | Iquique              | 2e       | 64,89 m |
| 2009 | Championnats d'Amérique du Sud     | Lima                 | 3e       | 63,81 m |
| 2010 | Championnats ibéro-américains      | San Fernando         | 1re      | 70,91 m |
| 2011 | Championnats d'Amérique du Sud     | Buenos Aires         | 1re      | 72,70 m |
| 2012 | Championnats ibéro-américains      | Barquisimeto         | 2e       | 71,23 m |
| 2013 | Championnats d'Amérique du Sud     | Carthagène des Indes | 3e       | 65,82 m |
| 2014 | Championnats ibéro-américains      | São Paulo            | 1re      | 66,84 m |
| 2015 | Championnats d'Amérique du Sud     | Lima                 | 3e       | 64,76 m |
| 2016 | Championnats ibéro-américains      | Rio de Janeiro       | 1re      | 65,87 m |
| 2017 | Championnats d'Amérique du Sud     | Luque                | 2e       | 66,17 m |
| 2018 | Jeux sud-américains                | Cochabamba           | 1re      | 70,98 m |
| 2018 | Championnats ibéro-américains      | Trujillo             | 1re      | 68,89 m |
| 2018 | Coupe continentale                 | Ostrava              | 4e       | 68,59 m |
| 2019 | Championnats d'Amérique du Sud     | Lima                 | 3e       | 65,06 m |

## Records
| Épreuve | Performance  | Lieu         | Date          |
| ------- | ------------ | ------------ | ------------- |
| Marteau | 73,74 m (AR) | Buenos Aires | 10 avril 2010 |